# Banu Kalb
Les Banu Kalb sont une tribu arabe originaire des régions désertiques de l'Arabie du nord-ouest et de la Syrie centrale. Elle apparaît aux confins de l'Empire byzantin dès le IVe siècle. Au VIe siècle, elle adopte le christianisme et passe sous l'autorité de la confédération plus large des Ghassanides, alliés aux Byzantins. Quand le prophète Mahomet commence à diffuser l'islam, certains membres de la tribu comme Zayd ibn Harithah se rallient à lui. Néanmoins, l'essentiel de la tribu se convertit après 632 avec l'expansion de l'islam et la conquête de la Syrie, lors de laquelle les Banu Kalb restent à l'écart. Ils font rapidement l'objet de tentatives d'alliances par les Musulmans car leur expérience militaire s'avère primordiale. Les clans les plus importants des Banu Kalb finissent par s'unir par le mariage avec les Omeyyades et la tribu devient l'un des piliers du califat omeyyade fondé par Mu'awiya en 661.
Au cours de la Deuxième Fitna, les Kalb sont lourdement vaincus par les Banu Qays, leurs rivaux, lors de la bataille de Marj Rahit en 684. Dans le califat omeyyade, les différentes tribus s'opposent régulièrement et les Banu Kalb font partie de la faction plus large des Yaman. Les Kalb perdent encore de leur importance sous Marwan II (744-750) et leur situation ne s'améliore pas sous les Abbassides. Ils se révoltent à plusieurs reprises depuis leurs terres autour de Palmyre et la Ghouta. D'abord, ils soutiennent les prétentions des Omeyyades puis s'associent aux Qarmates, dont la défaite leur coûte un isolement croissant. Au moment de l'arrivée des Fatimides au Xe siècle, les Kalb demeurent l'une des principales tribus de Syrie mais leur sédentarisation est alors avancée. De ce fait, ils sont concurrencés par les tribus plus importantes des Banu Kilab et des Banu Tayy. Pour les contrer, ils s'allient avec les Fatimides, non sans quelques interruptions. Finalement, dans le courant du XIIe siècle, la tribu alors largement sédentaire disparaît des sources historiques.
Avant l'apparition de l'islam, la tribu domine principalement les régions d'Al Jawf et du Wadi Sirhan, ainsi que le Samawa, le grand désert entre la Syrie et l'Irak. Après les invasions musulmanes, la tribu étend sa présence syrienne, prenant notamment possession du plateau du Golan, du nord de la vallée du Jourdain et s'implante autour de Damas, d'Homs et de Palmyre. À l'époque fatimide, elle reste présente entre Damas et Palmyre mais se concentre de plus en plus dans les espaces sédentaires entre Damas, le Hauran et l'Anti-Liban.

## Généalogie
Selon la tradition arabe, l'ancêtre des Banu Kalb s'appelle Kalb, ce qui signifie « chien » en arabe. Son père se prénomme Wabara et sa mère, Asma bint Duraym ibn al-Qayn ibn Ahwad, surnommé Umm al-Asbu soit la mère des animaux, puisque tous ses enfants ont des prénoms liés aux animaux. Les Kalb forment une composante de la confédération tribale de la Quda'a, dispersée dans le Hedjaz septentrional et en Syrie. Au nord de la zone d'implantation de la Quda'a, les Banu Kalb sont la tribu dominante. L'origine de cette confédération demeure mystérieuse et les sources sont parfois contradictoires. Pour certains, le dénommé Quda'a serait un fils de Ma'ad ibn Adnan, en faisant un personnage originaire du nord de l'Arabie mais pour d'autres, il descendrait d'Himyar, le patriarche semi-légendaire du sud de l'Arabie.
En-dehors de trois clans mineures, toutes les branches des Kalb descendent de la lignée de Rufayda ibn Thawr ibn Kalb. La branche principale est celle des Banu Abdallah ibn Kinana, qui comprennent les Banu Janab, dont sont issus la plupart des chefs des Kalb. C'est des Janab que sont issues le clan aristocratique des Banu Habitha ibn Janab à partir du VIe siècle. Parmi les autres clans notables figurent les Banu Ulaym et les Banu Ullays, ainsi que les Kinana ibn Awf. Celle-ci donne naissance à la branche des Banu Awf ibn Kinana, dont descendent les Banu Abd Wadd et les Banu Amir al-Aghdar. Ce sont des Banu Abd Wadd que sont rattachés les principaux généalogistes des Banu Kalb, notamment Hicham ibn al-Kalbi.

## Ère pré-islamique

### Relations avec les Byzantins
Les Banu Kalb pourraient être arrivés en Syrie aux alentours du IVe siècle, même si les informations sur leurs origines sont rares. L'historien Irfan Shahid postule que Mavia, une reine guerrière arabe du sud de la Syrie, active dans les années 380-390, pourrait appartenir à cette tribu. Les Kalb seraient alors les alliés des Tanukhides. Ces derniers, tout comme les Kalb, font remonter leurs origines à la confédération tribale des Quda'a.
Avec l'émergence de l'Empire romain d'Orient, les Banu Kalb font partie des populations résidant sur la frontière du limes arabicus, aux confins de l'Orient romain. Les Kalb pourraient être la mystérieuse tribu qui lance une attaque contre la Syrie byzantine, la Palestine, l'Egypte et la Phénicie en 410. Il s'agirait d'une réaction au délitement des Tanukhides, alliés traditionnels des Byzantins, en passe d'être remplacés, justement, par les Salihides. Au début du Ve siècle, les tensions entre ces derniers et les Kalb finissent par aboutir à une bataille, dans laquelle Dawoud, le phylarque des Salihides, est tué par Tha'laba ibn Amir, membre des Kalb et son allié Mu'awiya ibn Hujayr, membre d'une tribu apparentée. 
Les Salihides sont progressivement remplacés par les Ghassanides comme la principale tribu de la frontière byzantine. C'est d'elle dont est originaire le phylarque des tribus arabes alliées aux Byzantins]. Les Banu Kalb, vassaux des Ghassanides, deviennent comme eux chrétiens, adhérant au monophysisme. Ils ont alors la mission de protéger la frontière orientale de l'Empire byzantin, en particulier contre les Sassanides et leurs propres alliés arabes, les Lakhmides, qui dominent la région autour d'Al-Hira. En tant que Fédéré de Rome, la tribu des Kalb fait partie de l'appareil militaire de l'Empire romain tardif et acquiert donc une expérience militaire d'importance.

### En Arabie
Les sources sont rares à propos des activités des Banu Kalb dans l'Arabie pré-islamique. Ils sont presque absents des ayyam, la littérature faisant référence à cette époque et n'aparaissent que peu dans les batailles et les raids. Toutefois, dans le Jour d'Ura'ir, un chef kalbite, Masad ibn Hisn ibn Masad, est tué par les Banu Abs. La tradition historique des Banu Kalb, venant du IXe siècle, mentionne cinq confrontations les impliquant dans l'ère pré-islamique. Les trois principales sont le Jour de Nuhada, opposant Abdallah ibn Kinana et Kinana ibn Awf vers 570, le Jour de Kahatin et le Jour de Siya'if, opposant les Kalb aux Taghlib, alliés aux Sassanides. Cet épisode intervient aux alentours de la bataille de Dhi Qar en 611. Deux autres confrontations mineures interviennent également : le Jour d'Ulaha contre les Taghlib et le Jour de Rahba contre les Banu Asad.
Le personnage le plus connu de cette période pré-islamique est Zuhayr ibn Janab, qui exerce une influence certaine sur les Bédouins de l'Arabie septentrionale. Si l'on en croît Abraha, le général abyssin qui conquiert l'Arabie du sud, Zuhayr mène une expédition contre les tribus arabes du nord, les Taghlib et les Banu Bakr. Au milieu du VIe siècle, les Kalb, toujours dirigés par Zuhayr, combattent les Ghatafans, en lien avec la construction par ces derniers d'un haram (lieu sacré), qui sert probablement d'inspiration pour la Kaaba de La Mecque. À l'époque, ces espaces servent à la vénération des divinités arabes pré-islaiques. Zuhayr sort vainqueur de la confrontation et démolit le haram.

## Ere islamique

### Relations avec Mahomet
Si les Ghassanides dominent le monde arabe syrien, leur influence décline à partir des années 580. La guerre perso-byzantine de 602-628 a un impact fort sur leur prédominance et, plus généralement, fragilise l'équilibre géostratégique de la région. Les Ghassanides se divisent, tandis que les Banu Kalb en profitent pour étendre leur territoire jusqu'au sein des frontières byzantines. Dans les années 520, les premiers partisans du prophète tentent de s'allier aux Ghassanides, sans y parvenir. Selon l'historien Khalil Athamina, les Musulmans recherchent alors un autre allié dans la région et commencent à viser les Kalb.
Quelques membres de la tribu se tournent vers Mahomet, dont Zayd ibn Haritha ou Dihyah al-Kalbi. Ce dernier aurait été le messager du prophète pour l'empereur byzantin Héraclius. Malgré ces cas de conversion, Fred Donner souligne la maigreur de nos connaissances sur le degré de pénétration de l'islam parmi les Banu Kalb, avant 632. Alliés des Byzantins, ils semblent d'abord lutter contre les premières incursions musulmanes. En 628, un premier affrontement intervient avec le raid d'Abd ar-Rahmân ibn `Awf qui parvient à convertir le chef kalb al-Asbagh ibn Amr. C'est une première étape dans l'alliance à venir entre les Banu Kalb et le califat, scellée par un mariage entre Abd al-Rahman et la fille d'al-Asbagh.

### La conquête de la Syrie
Avec l'arrivée au pouvoir du calife Abu Bakr, les Musulmans se lancent dans une grande vague d'expansion, qui s'en prend notamment à la Syrie byzantine dès 633-634. S'ils ont régulièrement noué des alliances avec les Byzantins, les Banu Kalb optent pour la neutralité. Seuls quelques-uns semblent combattre aux côtés d'autres Arabes chrétiens contre Khalid ibn al-Walid en 634. En revanche, les historiens ne s'accordent pas sur la participation de certains Kalbites à des campagnes musulmanes dès les premiers stades de l'invasion. Un certain Alqama ibn Wa'il est le responsable du partage du butin après la victoire musulmane décisive de la bataille du Yarmouk, ce qui semble un rôle particulièrement éminent au sein d'une armée composée de diverses tribus. En revanche, il est acquis que l'essentiel des membres de la tribu ne participent pas au combat, pour certains en raison de leur éloignement de la zone des combats, même si la victoire du Yarmouk entraîne probablement un large mouvement de conversion, dès lors que la Syrie est rapidement soumise. 
En effet, dès 638, la région est pleinement occupée. Les Kalb résident alors surtout autour d'Homs et de Palmyre et font figure de leaders parmi la confédération de la Quda'a. Selon Athamina, les Musulmans doivent vite former un système militaire efficace dans cette nouvelle province et l'expérience au combat des Kalb est un atout indéniable, de même que le soutien des Lakhmides et des Banu Judham plus au sud. Cette nécessité est d'autant plus fortes que les troupes originaires d'Arabie sont engagées sur d'autres fronts. Ainsi, le calife Omar envoie les soldats issus des peuplades Mudar et Rabi'a en Iraq. Selon Athamina, il pourrait avoir agi en réaction à l'opposition des Banu Kalb face à l'arrivée d'un grand nombre de soldats étrangers sur leurs terres, craignant pour leur influence en Syrie.

### Apogée sous les Omeyyades
En 639, Omar nomme Mu'awiya comme gouverneur de Damas et de la Jordanie. Rapidement, celui-ci noue des liens étroits avec les Banu Kalb qui détiennent de fait le pouvoir militaire. Au cours du règne d'Othma, Mu'awiya en vient à gouverner l'ensemble de la Syrie, tandis que des mariages sont célébrés entre des Kalb et des membres des Omeyyades, la famille d'appartenance de Mu'awiya. Othman, lui-même apparenté aux Omeyyades, épouse une Kalb, Na'ila bint al-Furafisa. La soeur de celle-ci épouse un parent d'Othman, le gouverneur Sa'id ibn al-As. Quant à Mu'awiya, il a deux épouses kalbites, dont Maysun bint Bahdal, fille de Bahdal ibn Unayf al-Kalbi, alors principal chef des Banu Kalb. 
Au cours du conflit enter Mu'awiya et le calife Ali, les Banu Kalb sont un soutien de premier plan pour Mu'awiya. Les fils et petit-fils de Bahdal servent alors comme chefs militaires contre Ali, en particulier lors de la bataille de Siffin en 657. Quand Ali est assassiné en 661, Mu'awiya peut devenir calife et il continue à s'appuyer sur les Kalb pour maintenir son emprise sur la Syrie. Ils disposent notamment d'une grande influence sur le processus décisionnel alors en cours au sein du califat, tant qu'ils bénéficient d'une rente annuelle héréditaire pour 2 000 nobles, comprenant des alliés des Kalb. Pour garder cette alliance, Mu'awiya s'assure que les nouveaux arrivants en Syrie ne s'installent pas sur les terres détenues traditionnellement par les Banu Kalb.
Le fils et successeur de Mu'awiya, Yazid Ier, épouse également une Kalbite, maintenant la prééminence des Banu Kalb dans le califat. Il est d'ailleurs notable que Yazid, dont la mère est kalbite, est préféré à son frère aîné. De même, l'arrivée au pouvoir de Muʿawiya II, fils de Yazid, doit beaucoup à sa parenté avec les Banu Kalb et au rôle de ces derniers dans la succession, notamment du gouverneur de Palestine et de Jordanie, Ibn Bahdal.
Mu'awiya II meurt rapidement au début de son règne, laissant le califat dans l'instabilité. Ibn Bahdal est en faveur d'un autre fils de Yazid tandis que l'ancien et influent gouverneur d'Iran, Ubayd Allah ben Ziyad, favorise un membre d'une autre branche des Omeyyades, le futur Marwān Ier. Ce dernier est lié à la famille d'al-Asbagh, ayant épousé une de ses petite-filles avec qui il a un fils, ʿAbd al-ʿAzīz ibn Marwān. Al-Asbagh est alors le chef du clan le plus puissant des Banu Kalb au nord de la Syrie alors qu'Ibn Bahdal est plutôt le leader du sud syrien. Enfin, un troisième prétendant omeyyade, al-Ashdaq, est le fils de Sa'id ibn al-As. Il a également des liens avec les Banu Kalb. Selon Andrew Marsham, ces mariages entre les Omeyyades et les Kalb sont autant de symboles des compétitions internes au sein de ces familles. Les Omeyyades sont par ailleurs confrontés à Abd Allah ibn az-Zubayr, qui se bâtit un califat en Arabie et lorgne sur la Syrie. Ibn Bahdal, qui cherche à préserver les privilèges politiques et économiques de sa famille, finit par reporter son allégeance sur Marwan.
Ibn Bahdal mobilise les Banu Kalb pour combattre leurs principaux rivaux, les Qays, qui soutiennent Ibn al-Zubayr. Il parvient à les vaincre lors de la bataille de Marj Rahit en août 684. Cette confrontation ne met pas un terme à la rivalité entre les Banu Kalb et les Qays, alors que Marwan dépend de plus en plus des premiers. Les tribus syriennes qui n'appartiennent pas à la coalition des Quda'a tentent soit de la rejoindre, soit de s'y opposer. Ainsi, les Judham de Palestine et les tribus originaires du sud de l'Arabie mais présentes en Syrie fondent la coalition dite de Yaman, en appui des Quda'a. Les Qays, dirigés par Zufar ibn al-Harith al-Kilabi, restent implantés dans la Jézireh et mènent une guerre de raids contre les Banu Kalb entre 686 et 689. Cette stratégie porte ses fruits et contraint les Kalb à se retirer de Samawa. Ils tentent de riposter en 690 mais sont lourdement vaincus par les Qays entre 692 et 694. En réaction, le fils et successeur de Marwan, Abd al-Malik fait exécuter les principaux leaders Qays.
Au début du règne d'Abd al-Malik, les Banu Kalb restent l'ossature de l'armée omeyyade. En 691, Abd al-Malik fait la paix avec Zufar, impliquant la réintégration des Qaysites dans l'armée. Pour les Kalb, c'est la fin de leur prédominance. Désormais, les califes jouent de la rivalité entre les deux clans. Par ailleurs, Abd-al-Malik n'a que peu de liens de parenté avec les Kalb, alors que ses femmes sont soit Quraychites, soit des filles de chefs tribaux Qaysites. La position des Banu Kalb est encore plus fragilisée avec la mort du gouverneur de l'Egypte, Abd al-Aziz, prévu comme le successeur au califat. Pour autant, les Kalb ne disparaissent pas tout de suite des cercles du pouvoir. Ainsi, Sufyan ibn al-Abrad est un des principaux personnages des années 690, matant les révoltes irakiennes intervenant lors de cette décennie, tandis que Hanzala ibn Safwan et Bishr ibn Safwan sont mentionnés comme gouverneurs d'Egypte et d'Ifriqiya dans les années 720 à 740. Al-Hakam ibn Awana est gouverneur du Sind de 731 à 740, Sa'id ibn al-Abrash est un conseiller du calife Hicham, Abu al-khattar le gouverneur de l'Espagne musulmane en 743-745 et Mansour ibn Jumhur joue un rôle central dans la troisième guerre civile musulmane entre 743 et 750.
Le déclin des Banu Kalb au sein du califat débute surtout sous Al-Walid II (743-744), un partisan déclaré des Qaysites. Il s'accroît sous Marwan II (744-750), qui s'appuie presque exclusivement sur les Qaysites, tant militairement qu'administrativement. En juin 745, le chef kalbite de Palmyre, al-Asbagh ibn Dhu'ala, mène une révolte contre le calife mais il est vaincu. Si les Kalb trouvent un accord avec Marwan dès 746, la révolution abbasside en 749-750 annonce la fin du règne des Omeyyades. Pour les Banu Kalb, c'est une possible opportunité, ce qui explique que 2 000 d'entre eux font défection alors qu'ils ont été envoyés renforcer la défense de Bassora face aux Abassides.

### Révoltes sous les Abbassides
Le rôle des Kalb en Syrie décline largement sous les Abbassides. La confédération des Yaman, qui inclut les Kalb, tente de se révolter et se joint à la rébellion de l'Omeyyade Abu Muhammad al-Sufyani en 750-751. Abu Muhammad est un descendant de Mu'awiya Ier et il se présente comme une figure messianique dont beaucoup pensent qu'il va restaurer le califat omeyyade. Soutenu par le général Abu al-Ward, ce dernier finit par être tué dans une confrontation avec l'armée abbasside. Abu Muhammad et les Kalb se replient sur Palmyre alors que l'esprit de révolte se dissipe. 
Les Yaman, toujours dominés par les Banu Kalb, soutiennent bientôt un autre descendant proclamé des Omeyyades, Abu al-Umaytir al-Sufyani, qui prend le pouvoir à Damas en 811, au coeur de la Quatrième Fitna. Toutefois, les Qaysites décident de soutenir un opposant d'Abu al-Umaytir, Maslama ibn Ya'qub, qui affirme également descendre des Omeyyades. En 813, le chef des Qaysites, Ibn Bayhas al-Kilabi, décide finalement de rejoindre les Abbassides, obligeant les deux prétendants omeyyades à se replier chez les Banu Kalb, plus précisément dans les localités de Mazzeh, Daraya et Beit Lihya, où ils finissent par s'éteindre de mort naturelle.
Dans les années 860, l'autorité des Abbassides commence à s'évanouir dans les provinces, dont la Syrie. En 864, les Kalb sont menés par Utayf ibn Ni'ma qui se révolte contre les Abbassides à Homs, tuant le gouverneur. Toutefois, les Banu Kalb sont vite battus par le général Musa ibn Bugha. Ils s'allient alors avec un autre mouvement de sédition, mené par le Tanukhide Youssouf ibn Ibrahim al-Fusays. En 866, Utayf refuse de reconnaître le nouveau calife. Il est capturé et exécuté par le général Ahmad ibn al-Muwallad mais cet événement n'émousse pas la résistance des Kalb. En revanche, ils sont bientôt lâchés par Al-Fusays qui s'en prend à leurs territoires autour de Homs.

### Alliance avec les Qarmates
Au Xe siècle, les Banu Kalb restent l'une des trois grandes tribus arabes de Syrie. Ils sont principalement établis dans les zones centrales de la région. Les Banu Tayy sont au sud et les Banu Kilab au nord. Si les Tayy et les Kilab sont encore relativement récents dans la province, les Banu Kalb sont les plus anciennement établis en Syrie. Par conséquent, une partie des membres de cette tribu ont commencé à se sédentariser. De plus en plus, leurs revenus proviennent des prélèvements qu'ils opèrent sur les caravanes en transit et Homs, Damas et al-Rahba, ainsi que des taxes sur les productions agricoles de l'oasis de Palmyre et des cultures de l'Anti-Liban.
Les clans nomades qui demeurent autour de Palmyre se retrouvent associés aux Qarmates, une forme millénariste de l'ismaélisme. Les Qarmates, menés par Zikrawaih ibn Mihrawaih, n'obtiennent pas le soutien des Bédouins de Koufa mais sont soutenus par les Banu Ullays et certains clans des Banu al-Asbagh. En 902, le fils de Zikrawaih, Yahia ibn Zikrawaih, parvient à obtenir la conversion de nombreux Banu Kalb à l'ismaélisme, tandis qu'il s'empare de la cité de Resafa. Les Banu Kalb, intégrés à son armée, poursuivent vers Damas et mettent à sac les villages sur le chemin, avant d'assiéger la cité durant sept mois, sans succès. Yahya est alors tué par une armée de secours envoyés par les Toulounides qui dominent alors l'Egypte. En 903, lors de la bataile d'Hama, l'armée des Banu Kalb est vaincue par les Abbassides qui mettent un coup d'arrêt à cette rébellion.
Les leaders qarmates toujours actifs tentent de susciter le soulèvement des Banu Ullays mais ceux-ci préfèrent se soumettre aux Abbassides. Toutefois, ils reviennent bien vite vers les Qarmates, ce qui provoque une campagne de représailles des Abbassides. Un autre représentant des Qarmates, Abu Ghanim, en appelle aux Banu Kalb de Palmyre. Si la plupart s'opposent aux Qarmates, Abu Ghanim parvient à en convaincre de le rejoindre, à l'image des Banu Ziyad. En 906, ils mènent des raids destructeurs sur Bosra, Tibériade et Deraa. Le calife Al-Muktafi réagit vivement et envoie une expédition punitive sous l'autorité d'Husayn ibn Hamdan, qui est vaincu par les Kalb. Plus tard dans l'année, Ibn Hamdan se venge et vainc les Kalb, alliés aux Tayy. Les Kalb réagissent par le pillage de la région de Samawa et de Hit. Le calife nomme un nouveau général, Muhammad ibn Ishaq ibn Kundaj, qui convainc les Kalb de se retourner contre les Qarmates, évitant ainsi un assaut des forces califales. Finalement, c'est bien plus tard, en 970, que le mouvement des Qarmates disparaît définitivement. Ce déclin progressif contribue à l'affaiblissement des Banu Kalb.

### Relations avec les Hamdanides
En 944-945, l'émir Sayf al-Dawla établit un émirat à Alep, qui s'étend sur le nord de la Syrie. Le sud du pays est occupé par les Ikshidides, qui gouvernent l'Egypte. En 947, Sayf al-Dawla cherche à leur prendre Damas et décide de s'allier aux Banu Kalb et à d'autres tribus bédouines mais il est vaincu. Les Banu Kalb participent à au moins une expédition de Sayf al-Dawla contre l'Empire byzantin, tandis que l'émir hamdanide s'efforce de protéger ss alliés, tout en allant parfois jusqu'à la confrontation avec eux quand ils réaffirment trop leur indépendance. Ainsi, en 955, plusieurs tribus arabes se révoltent contre lui mais Sayf al-Dawla les réprime et oblige les Kalb à quitter Homs. En 958, les Kalb et les Tayy s'en prennent au gouverneur de la cité, Abu Wa'il Taghlib ibn Dawud.

### Avec les Fatimides
Les Banu Kalb déclinent fortement au Xe siècle, du fait d'une sédentarisation accrue. De ce fait, ils s'éloignent du mode de vie des Bédouins, lesquels s'assurent un contrôle des centres urbains dont ils prélèvent un impôt. Quand le général fatimide Ja'far ibn Fallah envahit la Syrie en 970, l'émir des Kalb de Palmyre, Ibn Ulayyan, s'empare du commandant fatimide de la milice de Damas alors qu'il est en pleine fuite. Il l'envoie à Jafar en échange d'une part du butin, ouvrant sur un siècle de coopération entre Fatimides et Banu Kalb. Ces derniers deviennent alors les principaux supplétifs de l'influence fatimide en Syrie.
Le frère d'Ibn Ulayyan, Sinan ibn Ulayyan, est l'émir des Kalb en 992. Il participe alors au conflit entre les factions militaires des Fatimides, représentées par les Turcs de Manjutakin et les Berbères d'Al-Hassan ibn Ammar, lui-même apparenté à une famille kalbite implantée en Sicile. Au XIe siècle, les Kalb sont plusieurs fois mobilisés par les Fatimides pour lutter contre les Mirdassides. Après la mort du calife Al-Hakim en 1021, la présence fatimide en Syrie décline. Les Kalb, avec d'autres tribus bédouines, notamment les Tayy et les Kilab, décident de se partager les zones d'influence en Syrie. Pour Thierry Blanquis, la rupture de l'alliance avec les Fatimides par les Kalb s'explique par les difficultés économiques en Syrie, marquée par des sécheresses durables et de mauvaises récoltes dans les zones d'implantation de la tribu. Toutefois, si les Tayy prennent la Palestine et les Kilab s'assurent le contrôle du nord de la Syrie, les Kalb ne peuvent contrôler durablement Damas. A la mort de Sinan ibn Ulayyan en 1027, son successeur, Rafi ibn Abi'l-Layl, tente de se rapprocher avec les Fatimides. Cette alliance est scellée à l'occasion de la victoire des Fatimides et des Kalb sur les Kilab et les Tayy, à la bataille d'al-Uqhuwana en 1029.

## Sources
- (en) Asad Ahmed, The Religious Elite of the Early Islamic Ḥijāz: Five Prosopographical Case Studies, University of Oxford Linacre College Unit for Prosopographical Research, 2010 (ISBN 978-1-900934-13-8)
- Thierry Blanquis, Damas et la Syrie sous la domination fatimide (359-468/969-1076): essai d'interprétation de chroniques arabes médiévales. Tome premier, Institut français de Damas, 1986 (ISBN 978-2-35159-130-7)
- Thiery Blanquis, Damas et la Syrie sous la domination fatimide (359-468/969-1076): essai d'interprétation de chroniques arabes médiévales. Deuxième tome, Institut français de Damas, 1989 (ISBN 978-2-35159-131-4)
- (en) Cliffort Bosworth, The History of al-Ṭabarī, Volume V: The Sāsānids, the Byzantines, the Lakhmids, and Yemen, SUNY Series in Near Eastern Studies. Albany, New York: State University of New York Press, 1999 (ISBN 978-0-7914-4355-2)
- (de) Werner Caskel, Ğamharat an-nasab: Das genealogische Werk des His̆ām ibn Muḥammad al-Kalbī, Volume II, Leiden: Brill, 1966 (OCLC 490272940)
- (en) Fred Donner, The Early Islamic Conquests, Princeton University Press, 1981 (ISBN 978-1-4008-4787-7)
- (en) Irfan Shahid, Byzantium and the Arabs in the Fourth Century, Dumbarton Oaks Research Library and Collection, 1986 (ISBN 0-88402-116-5)
- (en) Suhayl Zakkar, The Emirate of Aleppo: 1004–1094, Dar al-Amanah, 1971 (OCLC 759803726)